# Донецька група ЗСПР

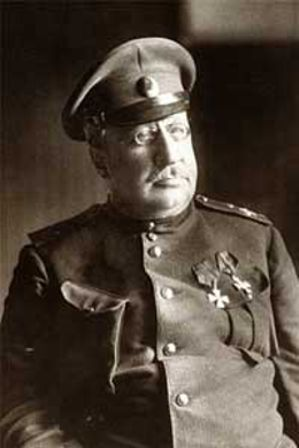
Коомандир Донецької групи Май-Маєвський

Донецька група ЗСПР - група військ Збройних сил півдня Росії під командуванням Май-Маєвського яка обороняла Донбас з грудня 1918 року по травень 1919 роки від РСЧА і РПАУ. 22 травня 1919 року група була перетворення в Добровольчу армію.

## Історія
6 грудня 1918 року зі Ставропольської губернії в Донбас була перекинутий 3-тя Дроздовская стрілецька дивізія під командуванням Май-Маєвського для оборони Донбасу від частин Армії УНР, РККА, РПАУ і місцевих повстанських загонів. По прибуттю на Донбас частини Май-Маєвського назвали Донецьким загоном. Про бойові операції цього загону протягом грудня 1918 січня 1919 Денікін писав: 
"... протягом двох місяців зі своїми 2½, потім 4½ тисячами багнетів, з величезним напруженням і завзятістю ледве відбивався від Махно, петлюрівців і двох дивізій більшовиків."

## Командування
- Май-Маєвський Володимир Зенонович